# Martin Peters
Martin Stanford Peters (8. listopadu 1943, Londýn – 21. prosince 2019) byl anglický fotbalista. Nastupoval především na postu záložníka.
S anglickou fotbalovou reprezentací vyhrál mistrovství světa roku 1966 (dal gól ve finálovém zápase s NSR) a získal bronzovou medaili na mistrovství Evropy roku 1968. Hrál též na mistrovství světa 1970. V národním týmu působil v letech 1966–1974 a odehrál 67 utkání, v nichž vstřelil 20 gólů.
S West Ham United vyhrál Pohár vítězů pohárů 1964/65 a s Tottenhamem Hotspur Pohár UEFA 1971/72.